# علما (سوريا)
علما بلدة صغيرة تتبع ناحية خربة غزالة وتقع في في سهل خصب في الجهة الشمالية الشرقية من محافظة درعا في سورية على بعد 22 كم من مركز المحافظة، وحوالي 84 كم عن العاصمة دمشق جنوبًا. تعود تسـمية القرية لصحة إحدى الروايات، منها أنه كان هناك دير قديم في القرية روماني اسمه «دير العلوم»، ومع الأيام أصبح اسمها «علما»، والرواية الأخرى تقول إنه كانت القرية مبنية على الماء وسميت «علما»». وعن سكانها حيث «يبلغ عدد سكان «علما» حوالي 9000 نسمة، وإجمالي مساحتها 3.07 كيلومتر مربع. يحدها من الشمال قرية نامر ومن الغرب خربة غزالة ومن الجنوب الغارية الغربية والشرقية ومن الشرق الحراك والصورة.

## الاثار
تتربع قرية «علما» على عرش أجمل القرى في محافظة «درعا»، فهي تنطوي على تاريخ يعود إلى العصر الروماني والبيزنطي، إضافة إلى حجارتها البازلتية التي تروي قصص الماضي التليد وتشتم بها رائحة الأصالة والكرم.
تمتاز بآثارها القديمة والكثيرة وهي ممتدة على مساحات واسعة من بيوت رومانية وبيزنطية ومعابد تشهد على حضارة قديمة، وتابع السيد «خالد أحمد الحريري» رئيس بلدية «علما» لمدونة وطن eSyria عن التركيبة السكانية للقرية والنشاط الاقتصادي الذي يمارسه سكانها قائلاً: ««علما» بلدة قديمة فيها الكثير من الآثار الرومانية والبيزنطية، لا يزال اسمها على حاله منذ ما يزيد على ألفي عام، تبعد عن «درعا» المدينة مسافة 22 كم باتجاه الشمال الشرقي على طريق مدينة «الحراك»، تتميز بطريق مستقيم يخترقها من الغرب للشرق وهو من مسارين واحد للذهاب والثاني للإياب، يمكن الوصول لها من بلدة «خربة غزالة» الواقعة للغرب، وتمر من غربها سكة حديد الحجاز، حيث تتمتع بمناخ صيفي جميل ومعتدل وبارد نسبياً في الشتاء، ومازالت تتسم بالطابع الريفي مع العلم أن كافة الخدمات، موجودة لكن هذا الطابع اتخذته من الاعتماد على الزراعة وتربية الماشية».

## شواهد معمارية
وهنالك العديد من الشواهد معمارية رومانية وبيزنطية وإسلامية تتمتع بها القرية وهنا يقول الآثاري «ياسر أبو نقطة»: «تضم القرية العديد من الشواهد المعمارية كالبيوت الرومانية والبيزنطية والإسلامية، ومعابد تشهد على حضارة قديمة. وتتشابه بطابعها المعماري والمعيشي مع القرى والبلدات القريبة منها كقرية «الصورة وبلدة خربة غزالة ومدينة الحراك» في الشرق، كذلك مع «المليحات الغربية والشرقية»، وقد اكتشف فيها مدفن اثري من الفترة
الرومانية، ضم الكثير من الأواني الفخارية الصغيرة وأسرجة وحجارة كريمة. علماً أن آثار المنطقة تدل عليها وتؤكد وجود آثار قديمة والدلائل واضحة، حيث الجدران الرومانية والحجارة المنحوتة والقبور القائمة، وهي معروضة في متحف «درعا» الوطني. وتعتبر القرية من القرى الأولى التي سـكنها الرومـان في المنطقة لوجود أو لإقامـة عـدد من الأمراء الرومـان فيـها، وقد أولت الجهات المعنية بالمحافظة القرية اهتماماً كبيراً لحماية آثارها من خلال عدم السماح لأحد بنقل الحجارة ومراقبة ومنع عمليات الحفر العشوائي».
ولدى لقاء السيد «محمد قاسم حرب» من أهالي القرية أوضح بعض خصائص مجتمع القرية بالقول: «ما يميز القرية أنها ذات طبيعة اجتماعية مختلفة، يغلب عليهم الطبيعة الخلابة في أعمالهم اليومية لأن المجتمع هنا زراعي فلاحي، لذلك تراهم يساهمون في مساعدة بعضهم بعضاً، وروح التعاون والإخاء متجذرة، وما أضاف إلى جمالها هو العلاقة الإنسانية بين الأجيال فما إن تدخل إلى مضافة من مضافاتها حتى تستقبلك رائحة البن والهيل، وتستمع إلى أصوات الترحيب والتهليل، ومازالت التقاليد الاجتماعية القديمة رابطاً قوياً وحقيقياً تنتظم به تقاليد الأفراح والعزاء، وغيرها من المظاهر الحياتية التي نعيشها في القرية، وبغية تعميق الشراكة مع المجتمع المحلي والنهوض بالواقع البيئي للقرية، نفذ المتطوعون الشباب في القرية تأهيل حديقة القرية، وتم زرع أكثر من 200غرسة حراجية فيها».

## التركيبة السكانية
لتركيبة السكانية للقرية والنشاط الاقتصادي الذي يمارسه سكانها، تحدث عنه الدكتور «أحمد حمادي» قائلاً: «تتألف القرية من أبناء
عدة عشائر من عشائر «حوران»، الحريري، الحميدي، حرب، الزعبي، الشديدي، الحمادي، قطوف، المسلماني، الغزاوي، الداغري، حجيج، الزهري، العنباوي، العساودة، شتيوي والزوكاني، وأغلبية سكان القرية يعملون في الدوائر الحكومية، والقسم الآخر منهم يمارس العمل الزراعي في المشاريع الزراعية الواقعة داخل حدود القرية، وقد بدأت زراعة أشجار الزيتون تنتشر في السنوات الأخيرة ضمن أراضي القرية ومنازل الأهالي، ليبلغ عددها اليوم آلاف الأشجار المثمرة، ولا سيما في الجزء الجنوبي من القرية، وتشتهر بزراعة مختلف الحبوب والأشجار المثمرة كالكرمة والكرز والمشمش والرمان في شمال القرية وغيرها، كما أن عدداً من السكان يربي المواشي وأهمها الأغنام، والأبقار» خرجت القرية أكثر من 120 طبيباً وعن واقع التعليم يقول الدكتور «نصر موسى الحريري»: «الطبيعة الصعبة للقرية جعلت أبناءها أكثر إصراراً على العلم والتحصيل العلمي، فشهدت نهضة علمية وأدبية باسقة، فتميزوا بمستواهم الثقافي وكان منهم الأطباء والمهندسون والمحامون، وتعتبر من القرى التي تمتلك أكبر نسبة للتعليم العالي، وهي تفخر بذلك وتعتبره وساماً لا حدود لقيمته، فالاستثمار في العلم كالاستثمار في الأرض، فأينما حفرت فيه تجد كنزاً
يوصلك إلى أعلى المراتب. فيوجد في القرية أكثر من 120 طبيباً بمختلف الاختصاصات، وبذلك يكون نصيب كل 75 شخصا من سكان القرية له طبيب، وهي من أعلى نسب الأطباء في مدن وقرى العالم.
ولم تحتو حياتنا القروية يوماً التعقيدات والرسميات الاجتماعية، وإنما كان عنوانها البساطة والعفوية في كل تفاصيلها ومتطلباتها، ومجالسنا في فصل الشتاء وسهراتنا الصيفية واجتماعنا في منزل أحدنا وتشاورنا في ما يجب أن نقوم به من عمل في اليوم التالي سر بقائنا وتميزنا عن بقية القرى»